# Bárbara Carrera
Bárbara Carrera, właściwie Barbara Kingsbury (ur. 31 grudnia 1945 w Bluefields w Nikaragui) – amerykańska aktorka filmowa i telewizyjna pochodząca z Nikaragui.

## Życiorys

### Wczesne lata
Urodziła się w Bluefields w Nikaragui jako córka pracownika ambasady Stanów Zjednoczonych w Nikaragui i Nikaraguajki. Dorastała w Managui. Ukończyła St. Joseph Academy w Memphis, w stanie Tennessee. 

### Kariera
Mając 16 lat przeprowadziła się do Nowego Jorku, a rok potem podjęła pracę jako modelka nowojorskiej agencji Eileen Ford. Wzięła udział w reklamie Chiquita Brands International. Jej zdjęcia ukazały się w latach 60. w tak poczytnych magazynach jak „Cosmopolitan”, „Vogue”, „High Society”, „Paris Match”, „Harper’s Bazaar” i „Playboy”. 
Wystąpiła w filmie dokumentalnym o bananach z United Fruit Company, a następnie zadebiutowała na dużym ekranie rolą modelki w dramacie Zagadka dziecka klęski (Puzzle of a Downfall Child, 1970) u boku Faye Dunaway i Roya Scheidera. Kolejna ekranowa postać Euli w westernie Mistrz rewolweru (The Master Gunfighter, 1975) przyniosła jej nominację do nagrody Złotego Globu dla najlepszego debiutu. Zbudowała dość wiarygodny portret kreatury powstałej od embrionu w horrorze fantastycznonaukowym Stworzony do zabijania (Embryo, 1976) z Rockiem Hudsonem.
Zagrała potem w adaptacji powieści H.G. Wellsa – remake’u horroru fantastycznonaukowego Wyspa doktora Moreau (Island of Dr. Moreau, 1977) u boku Burta Lancastera, Michaela Yorka, miniserialu-westernie NBC Stulecie (Centennial, 1978) z Richardem Chamberlainem, Timothym Daltonem i Cliffem De Youngiem, filmie przygodowym Gdy czas ucieka (When Time Ran Out..., 1980) z Paulem Newmanem i Jacqueline Bisset, miniserialu ABC Masada (1981) z Peterem O’Toole i Peterem Straussem, dramacie sensacyjnym Samotny wilk McQuade (Lone Wolf McQuade, 1983) u boku Chucka Norrisa i Davida Carradine,
Uznanie zdobyła kreacją czarnego charakteru Fatimy Blush, agentki SPECTRE nr 12 w filmie sensacyjnym z serii o Jamesie Bondzie Nigdy nie mów nigdy (Never Say Never Again, 1983), za którą otrzymała nominację do nagrody Złotego Globu dla najlepszej aktorki drugoplanowej. 
Pojawiła się potem w popularnej operze mydlanej CBS Dallas (1985-1986) w roli protagonistki Angeliki Nero, która swoje interesy łączyła z Cliffem Barnesem (Ken Kercheval), jednocześnie flirtując z Jackiem Ewingiem (Dack Rambo).

### Życie prywatne
Była trzykrotnie mężatką; z modelem Uvą Bardenem, baronem Otto von Hoffmanem (do roku 1983), greckim właścicielem statków wodnych Nicholasem Mavroleonem (od 16 kwietnia 1983). Spotykała się z dziennikarzem Cameronem Docherty.

## Filmografia
- Zagadka dziecka klęski (Puzzle of a Downfall Child, 1970) jako T.J. Brady
- Mistrz rewolweru (The Master Gunfighter, 1975) jako Eula
- Embryo (1976) jako Victoria
- Wyspa doktora Moreau (The Island of Dr. Moreau, 1977) jako Maria
- Centennial (1978-1979) jako Clay Basket
- Dallas (1978-1991) jako Angelica Nero (1985-1986)
- Gdy czas ucieka (When Time Ran Out..., 1980) jako Iolani
- Condorman (1981) jako Natalia
- Masada (1981) jako Sheva
- Brutalna gra (I, the Jury, 1982) jako dr Charlotte Bennett
- Samotny wilk McQuade (Lone Wolf McQuade, 1983) jako Lola
- Nigdy nie mów nigdy (Never Say Never Again, 1983) jako Fatima Blush
- Sins of the Past (1984) jako Terry Halloran
- Dzikie gęsi II (Wild Geese II, 1985) jako Kathy Lukas
- Tępaki (The Underachievers, 1987) jako Katherine
- Królowa Mórz Południowych (Emma: Queen of the South Seas, 1988) jako Emma Coe
- Love at Stake (1988) jako Faith Stewart
- Kochaś (Loverboy, 1989) jako Alex Barnett
- Wicked Stepmother (1989) jako Priscilla
- Zabójstwo w raju (Murder in Paradise, 1990) jako Emma Danton
- Księżyc Lakoty (Lakota Moon, 1992) jako Cicha Woda
- Hiszpańska róża (Point of Impact, 1993) jako Eva Largo
- Schadzka (Tryst, 1994) jako Julia
- Kobiety Hollywood (Hollywood Women, 1994) jako ona sama
- Noc strzelca (Night of the Archer, 1994) jako Victoria de Fleury
- Russian Roulette - Moscow 95  (1995)
- Skalper (Sawbones, 1995) jako Rita Baldwin
- Ojciec chrzestny wie najlepiej (The Rockford Files: Godfather Knows Best, 1996) jako Elizabetta Fama
- Love Is All There Is (1996) jako Maria
- Obudzony duch (Waking Up Horton, 1998) jako Isadora
- Alec! Na ratunek (Alec to the Rescue, 1999)
- Panika (Panic, 2001) jako Burnadette
- Paradise (2003) jako Katherine Hiller